# Transtorno de ansiedade generalizada
O transtorno de ansiedade generalizada (TAG), perturbação de ansiedade generalizada ou desordem de ansiedade generalizada caracteriza-se por um estado de ansiedade excessiva persistente que não depende do contexto e é desproporcional aos fatos que ocorrem na maior parte dos dias por um período de pelo menos 6 meses. O transtorno é diagnosticado segundo os critérios do DSM-5.
É normal e útil ter ansiedade, mas nesse transtorno a preocupação é tão excessiva que prejudica as diversas áreas da vida (profissional, familiar, social e acadêmica). Os muito ansiosos constantemente imaginam desastres relacionados a saúde, dinheiro, morte, problemas de família e problemas sociais.

## Causas
Há uma correlação de 50% entre gêmeos idênticos, 15% entre gêmeos não-idênticos e significativa entre filhos de pais ansiosos indicando que fatores genéticos e psicossociais estão entre as causas do transtorno. Alguns estudos identificaram o alcoolismo como causador de ansiedade generalizada. A abstinência prolongada provou-se eficiente para solucionar esses casos.
Costuma agravar durante eventos estressantes como casamento, divórcio, promoção, lazer , demissão, hospitalização de entes queridos, nascimento de filhos e pré-vestibular.
Os medicamentos mais eficientes procuram regular a produção do organismo de serotonina e/ou noradrenalina, ambos neurotransmissores intimamente relacionados com a ansiedade.

## Sinais e sintomas
Os principais sintomas do transtorno são:
- Boca seca;
- Mãos ou pés úmidos;
- Enjoos;
- Diarreia;
- Dificuldade em dialogar;
- Aumento da frequência urinária;
- Dor de cabeça;
- Suor excessivo;
- Dificuldade de engolir;
- Assustar-se com facilidade e de forma mais intensa;
- Tensão muscular;
- Sintomas depressivos.
- Sono;

Pessoas com Transtorno Generalizado de Ansiedade muitas vezes apresentam uma variedade de sintomas físicos, incluindo fadiga, agitação, dores de cabeça, náusea, amortecimentos e formigamentos nas mãos e nos pés, tensão muscular, dores musculares, dificuldade de engolir, falta de ar/dificuldade para respirar, tremores, irritabilidade sem causa, dificuldade de conclusão de tarefas, preguiça, sono excessivo, transpiração/sudação excessiva, insônia, ondas de calor, coceiras/vermelhidão da pele, dificuldade em se relacionar com outras pessoas ou isolamento social, dificuldade de concentração, desorientação e perda da memória dificultando assim a vida social e operacional do paciente em alguns casos. Para que seja classificado como Transtorno Generalizado de Ansiedade esses sintomas devem ser contínuos e persistentes por pelo menos 6 a 8 meses e associado com outros 3 sintomas ansiosos.

## Diagnóstico
Além da ansiedade na maior parte dos dias por 6 meses prejudicando múltiplas atividades, o DSM-5 exige 3 ou mais dentre os seguintes sintomas para o diagnóstico em adultos ou apenas mais de um no caso de crianças:
1. Inquietação ou sensação de estar com os nervos à flor da pele
2. Incapacidade de relaxar
3. Fatigabilidade (cansar rápido)
4. Dificuldade em concentrar-se
5. Sensações de "dar um branco" (esquecer tudo e não saber o que fazer)
6. Constante sensação de estar em seu limite
7. Irritabilidade
8. Tensão muscular
9. Perturbação do sono (dificuldades em conciliar ou manter o sono, ou sono insatisfatório e inquieto).

Queixas comuns estão relacionadas com o medo de eventos desastrosos ocorram com entes queridos, com responsabilidades ocupacionais, preocupação com a saúde e por antecipação de eventos desprazerosos como consultas médicas e consertar o carro.
Para ser diagnosticado a perturbação não pode ser devido aos efeitos fisiológicos diretos de uma substância (abuso de drogas, medicamento) ou de uma condição médica geral (como hipertiroidismo).

### Diagnósticos diferenciais
Não deve ser confundido com transtorno do pânico em que a ansiedade é por acreditar estar correndo risco de vida como um ataque cardíaco ou sufocamento. Nem deve ser confundido com o transtorno de estresse pós-traumático, causado por um evento traumático que é revivido em presença de algum estímulo que o faça recordar do evento traumático. Também não se trata de uma agorafobia, o medo de situações que possam causar sensação de aprisionamento, impotência ou constrangimento.
Deve-se suspeitar do abuso de substâncias excitatórias (como cafeína, anfetamina ou cocaína) e de síndrome de abstinência de uma substância depressora (como tabaco, álcool ou opioides). Também deve-se descartar esquizofrenia com sintomas paranoides, delírio paranoide, causar hormonais de ansiedade como hipertiroidismo, hipercortisolismo ou uma síndrome adrenérgica e causas neurológicas como uma tumor cerebral, encefalite, neurosífilis ou epilepsia.
Caso ocorra simultaneamente com depressão maior passa a ser considerado um transtorno misto ansioso e depressivo. Caso só ocorra associado a eventos sociais, então classifica-se diferencialmente como fobia social. Se estiver associado a pensamentos recorrentes e hábitos reconhecidos como inúteis, mas que o indivíduo não consegue resistir em executá-los repetidamente (como lavar as mãos, trancar portas ou acender e apagar luzes) então classifica-se como TOC.
Pode estar associado a um transtorno de personalidade paranoide, transtorno de personalidade dependente, transtorno de personalidade esquizoide, transtorno de personalidade obsessivo-compulsiva ou a um transtorno de personalidade limítrofe (transtornos do eixo 2).

## Epidemiologia
Alguns estudos brasileiros indicam a mesma frequência em homens e mulheres, enquanto estudos internacionais indicam até o dobro de frequência em mulheres com menos de 21 anos, talvez por influência cultural. Atinge entre 3 e 6% da população mundial, chegando a 7 a 10% em idosos.

## Tratamento
O tratamento pode ser diferente de pessoa para pessoa de modo a adaptar-se à sua situação e à extensão dos seus sintomas. A comunicação verbal e não verbal do paciente com o terapeuta é muito importante para definir as possíveis opções de tratamento. Deve haver um acompanhamento regular.

### Terapia não farmacológica
Dependendo da situação particular do doente, para o tratamento da ansiedade generalizada podem ser usados métodos como por exemplo:
- Psicoterapia
- Fototerapia (particularmente em países com baixa exposição solar)
- Electroconvulsivoterapia (feita com o paciente anestesiado e inconsciente)

Revisão bibliográfica de 35 estudos indicam que o tratamento mais eficaz e duradouro para transtornos ansiosos é a terapia cognitivo-comportamental, sendo mais eficaz inclusive que tratamentos medicamentosos de primeira linha (como ISRSs). São ainda mais eficazes quando integrados.
Também há referências a resultados com exercício físico e a treinos de relaxamento como aqueles praticados em Ioga.[carece de fontes?]
É ainda de referir o forte efeito placebo nos indívíduos que sofrem de desordem de ansiedade generalizada, que pode ser aproveitado como forma de tratamento ao aumentar a segurança e o bem-estar do indivíduo.[carece de fontes?]

### Terapia farmacológica
Os fármacos de primeira linha no tratamento da desordem de ansiedade generalizada são os antidepressivos (como os ISRS, SNRI ou ISRSN) e as benzodiazepinas. O médico pode optar por outros medicamentos consoante a situação do doente ou a sua experiência. Por exemplo:
- ISRS - fluoxetina, sertralina, paroxetina, escitalopram ou citalopram
- Inibidor selectivo da recaptação da serotonina e da noradrenalina - Venlafaxina ou Duloxetina
- Estabilizante de humor - pregabalina ou gabapentina
- Benzodiazepínicos - alprazolam, clonazepam, lorazepam, diazepam
- Anti-histamínicos [10]

Além dessas drogas clássicas no tratamento do transtorno, o psiquiatra pode se valer de outras classes medicamentosas quando as medicações de primeira eleição não podem ser usadas ou não fizeram efeito ou quando há comorbilidades. Exemplo são os antipsicóticos atípicos como a olanzapina que diminuem os sintomas depressivos e paranoides. Se os ISRS não funcionam pode-se tentar os Antidepressivo tricíclicos, mais antigos, como a imipramina ou a bupropiona que é um antidepressivo com efeitos dopaminérgicos e menos risco de causar disfunção sexual.